# Toki Tori 2
Toki Tori 2 ist ein Puzzle-Plattformspiel, das von der niederländischen Videospielentwicklungsfirma Two Tribes entwickelt wurde. Es ist die Fortsetzung des Spiels Toki Tori von 2001. Am 12. September 2013 wurde eine aktualisierte Version namens Toki Tori 2+ veröffentlicht.

## Spielprinzip
Das Gameplay von Toki Tori 2 unterscheidet sich stark von dem des Vorgängers. Der Hauptunterschied besteht darin, dass es keine Gegenstände gibt, die Toki Tori benutzen kann. Diese werden durch zwei Fähigkeiten ersetzt, die Toki Tori während des Spiels besitzt und die dazu dienen, die Umgebung und die darin lebenden Kreaturen zu manipulieren. Die erste Fähigkeit ist "Whistle" (Pfeifen), die im Allgemeinen dazu führt, dass die Kreaturen näher an Toki Tori herankommen, und die auch dazu verwendet werden kann, Lieder zu pfeifen, die verschiedene Aktionen ausführen. Die andere Fähigkeit, die Toki Tori zur Verfügung steht, ist "Stomp" (Stampfen). Sie bewirkt, dass sich Kreaturen von Toki Tori wegbewegen und einige Teile der Umgebung zerstört werden. Es gibt auch noch andere Elemente, die das Spiel ausmachen. Wenn Toki Tori zum Beispiel ins Wasser geht, werden seine Federn nass, was dann für andere Aufgaben genutzt werden kann, z. B. wenn er nass durch gemähtes Gras geht, wächst es, so dass es genutzt werden kann.
Das Spiel bietet auch verschiedene neue Funktionen, die in der Serie neu sind, eine davon ist der Tokidex. Der Tokidex ist eines der Sammelobjekte im Spiel. Während des Spiels kann der Spieler einen Song verwenden, um die Kamera aufzurufen, die über den Wii-U-Controller gesteuert wird (oder über die Tastatur in der Computerversion). Diese Kamera wird dann verwendet, um Bilder von den Kreaturen zu machen, die in der Welt erscheinen. Der Spieler wird belohnt, wenn er Bilder von jeder Kreatur im Spiel sammelt.

## Entwicklung
Bevor das Spiel angekündigt wurde, gab es zahlreiche Andeutungen von Two Tribes, das wichtigste Beispiel dafür war ein QR-Code, der in der Windows/Mac-Portierung von Edge zu finden war und zu einem Countdown-Timer führte. Als dieser Countdown-Timer endete, änderte er sich und zeigte ein Bild eines vergrabenen Toki-Tori-Skeletts mit einem Loch im Boden daneben. Nachdem der Countdown geendet hatte, wurde Toki Tori 2 kurz darauf angekündigt.
Der Level-Editor für die Wii U wurde aufgrund geringer als erwarteter Verkaufszahlen und diverser technischer Schwierigkeiten abgesagt.
Am 22. Oktober 2013 gab Two Tribes bekannt, dass die geplante iOS-Version abgesagt wurde.
Am 16. Februar 2018 erschien Toki Tori 2+ ohne vorherige Ankündigung zur Vorbestellung im Nintendo eShop und wurde sieben Tage später offiziell für die Plattform in Nordamerika, Europa und Australien veröffentlicht. Two Tribes behauptet, es sei die endgültige Version des Spiels und läuft mit 1080p im TV-Modus und 720p im Handheld-Modus und 60 fps und kommt mit neuen Geheimnissen, HD Rumble und Videoaufnahme-Unterstützung.

## Rezeption
Toki Tori 2 erhielt positive Kritiken. IGN lobte das Spiel für seine Erkundungsmöglichkeiten, die Grafik und die subtile Steuerung, während das Spiel für sein langsames Tempo und den Mangel an Action kritisiert wurde. Joystiq lobte das Spiel ebenfalls für seinen Erkundungscharakter, die schöne Grafik und die kniffligen Rätsel. Nintendo World Report lobte das Spiel für sein lebendiges Gameplay. 4Players fand: „Die freie Erkundung in Toki Tori 2 ist Fluch und Segen zugleich“.
Bei Metacritic hat das Spiel durchschnittliche Bewertungen.